# ポスト・カード (アルバム)
『ポスト・カード』（Post Card）は、メリー・ホプキンが1969年に発表した初のスタジオ・アルバム。ビートルズが設立したアップル・レコードから発売され、当時ビートルズのメンバーだったポール・マッカートニーがプロデュースした。

## 背景
ドノヴァンの曲が3曲取り上げられており、そのうち「悲しみのリーディー・リヴァー」と「恋は月をめざして」は本作のために書き下ろされた曲で、ドノヴァンは後にアルバム『H.M.S. Donovan』（1971年）において、これら2曲をセルフ・カヴァーした。なお、ドノヴァンは本作のレコーディングでも、ポール・マッカートニーと共にギターで参加している。「ザ・ゲーム」は、ビートルズのプロデューサーとして知られるジョージ・マーティンが、珍しく作詞も手掛けた曲で、マーティンはこの曲のレコーディングにもピアノで参加している。ジャケットの写真はリンダ・イーストマンが撮影した。
ホプキンは当時既に「悲しき天使」を大ヒットさせていたが、この曲はイギリス盤LPには収録されなかった。

## 反響・評価
母国イギリスでは1969年3月1日付の全英アルバムチャートで初登場3位となり、9週チャート圏内に入った。アメリカのBillboard 200では28位を記録。日本盤初回LP(AP-8644)は『ファースト』というタイトルで発売され、1970年1月より始まったオリコンLPチャートでは最高64位を記録している。
Richie Unterbergerはオールミュージックにおいて5点満点中4.5点を付け「澄ましているが可愛らしくロマンティックなポップ・フォークのアルバム」と評している。また、本作は『ローリング・ストーン』誌が2014年に選出した「20 Albums Rolling Stone Loved in the Sixties That You've Never Heard」の一つに挙げられている。

## リマスターCD
1991年のリマスターCDは「悲しき天使」が1曲目に配されて、アメリカ盤LPでは外された「サムワン・トゥ・ウォッチ・オーヴァー・ミー」も収録され、ボーナス・トラック3曲も合わせて18曲入りとなった。「ターン・ターン・ターン」はピート・シーガーのカヴァーで、バーズがシングル・ヒットさせたことでも知られ、ホプキンのヴァージョンは1968年にシングル「悲しき天使」のB面曲として発表された。
2010年のリマスターCDではボーナス・トラックが変更され、「ターン・ターン・ターン」に加えて、シングル曲「グッドバイ」及びB面曲の「スパロウ」、それに「フィールズ・オブ・サン・エティエンヌ」の未発表ヴァージョンが収録された。

## 収録曲

### LP

#### Side A
1. Lord of the Reedy River (Donovan Leitch) - 2:37
2. Happiness Runs (Pebble and the Man) (D. Leitch) - 2:03
3. Love Is the Sweetest Thing  (Ray Noble) - 3:43
4. Y Blodyn Gwyn (E.J. Hughes, R.H. Jones) - 3:08
5. The Honeymoon Song (Mikis Theodorakis, William Sansom) - 2:07
6. The Puppy Song  (Harry Nilsson) - 2:42
7. Inch Worm (Frank Loesser) - 2:33

#### Side B
アメリカ盤には「Someone to Watch Over Me」の代わりに「Those Were the Days」が収録された。
1. Voyage of the Moon (D. Leitch) - 5:52
2. Lullaby of the Leaves (Joe Young, Bernice Petkere) - 2:33
3. Young Love (Carole Joyner, Ric Carty) - 2:11
4. Someone to Watch Over Me (George Gershwin, Ira Gershwin) - 2:02
5. Prince En Avignon (Jean Pierre Bourtaye) - 3:20
6. The Game (George Martin) - 2:40
7. There's No Business Like Show Business (Irving Berlin) - 4:03

### CD
1. 悲しき天使 - Those Were the Days (Gene Raskin) - 5:08
2. 悲しみのリーディー・リヴァー - Lord of the Reedy River (D. Leitch) - 2:37
3. 幸福はかけめぐる - Happiness Runs (Pebble and the Man) (D. Leitch) - 2:03
4. 恋はとっても甘いもの - Love Is the Sweetest Thing  (R. Noble) - 3:43
5. ブロイディン・グウィン - Y Blodyn Gwyn (E.J. Hughes, R.H. Jones) - 3:08
6. ハネムーン・ソング - The Honeymoon Song (M. Theodorakis, W. Sansom) - 2:07
7. パピー・ソング - The Puppy Song  (H. Nilsson) - 2:42
8. シャクトリ虫の唄 - Inch Worm (F. Loesser) - 2:33
9. 恋は月をめざして - Voyage of the Moon (D. Leitch) - 5:52
10. 木の葉の子守歌 - Lullaby of the Leaves (J. Young, B. Petkere) - 2:33
11. ヤング・ラヴ - Young Love (C. Joyner, R. Carty) - 2:11
12. サムワン・トゥ・ウォッチ・オーヴァー・ミー - Someone to Watch Over Me (G. Gershwin, I. Gershwin) - 2:02
13. アヴィニオンの王子様 - Prince En Avignon (J. Pierre Bourtaye) - 3:20
14. ザ・ゲーム - The Game (G. Martin) - 2:40
15. ショーほどすてきな商売はない - There's No Business Like Show Business (I. Berlin) - 4:03

#### リマスターCD（1991年）ボーナス・トラック
1. ターン・ターン・ターン - Turn! Turn! Turn! (To Everything There Is a Season) (Pete Seeger) - 2:50
2. 悲しき天使（イタリア語ヴァージョン） - Those Were the Days (Quelli Erano Giorni)  (G. Raskin) - 5:08
3. 悲しき天使（スペイン語ヴァージョン） - Those Were the Days (En Aquellos Dias)  (G. Raskin) - 5:09

#### リマスターCD（2010年）ボーナス・トラック
1. ターン・ターン・ターン - Turn! Turn! Turn! (To Everything There Is a Season) (P. Seeger)
2. グッドバイ - Goodbye (Lennon-McCartney)
3. スパロウ - Sparrow (Benny Gallagher, Graham Lyle)
4. フィールズ・オブ・サン・エティエンヌ - Fields of St. Etienne (B. Gallagher, G. Lyle)